# Intercontinental Cup
Intercontinental Cup eller Toyota Cup var en turnering som spilledes mellem Europas og Sydamerikas (de mest udviklede kontinenter i fodboldverdenen) bedste fodboldkluber. 
Finalen stod mellem vinderne af UEFA Champions League og den den sydamerikanske Copa Libertadores.
Interkontinental Cup har været spillet på følgende steder:
- 1960-1968: Bedst af tre kampe
- 1969-1979: En hjemme- og en udebanekamp, hvor det bedste hold samlet vandt
- 1980-2004: En kamp som spilles i Japan
  - 1980-2000: På National Stadium i Tokyo
  - 2001-2004: På International Stadium i Yokohama

Da Interkontinental Cup kom til Japan blev den sponseret af Toyota og den fik navnet Toyota Cup.
Interkontinental Cup stoppede i 2005 og blev erstattet af Verdensmesterskabet for klubber.
Fra 2017 er de vindende hold i Intercontinental Cup som officielle verdensmestere.

## Interkontinental Cup vinderne gennem årene
| - 2004 - FC Porto - 2003 - CA Boca Juniors - 2002 - Real Madrid CF - 2001 - FC Bayern München - 2000 - CA Boca Juniors - 1999 - Manchester United F.C. - 1998 - Real Madrid CF - 1997 - Borussia Dortmund - 1996 - Juventus FC - 1995 - AFC Ajax - 1994 - Vélez Sársfield - 1993 - São Paulo FC - 1992 - São Paulo FC - 1991 - Røde Stjerne Beograd - 1990 - AC Milan | - 1989 - AC Milan - 1988 - Club Nacional de Football - 1987 - FC Porto - 1986 - CA River Plate - 1985 - Juventus FC - 1984 - CA Independiente - 1983 - Grêmio - 1982 - CA Peñarol - 1981 - CR Flamengo - 1980 - Club Nacional de Football - 1979 - Olimpia Asunción - 1977 - CA Boca Juniors - 1976 - FC Bayern München | - 1974 - Club Atlético de Madrid - 1973 - CA Independiente - 1972 - AFC Ajax - 1971 - Club Nacional de Football - 1970 - Feyenoord - 1969 - AC Milan - 1968 - Estudiantes - 1967 - Racing Club de Avellaneda - 1966 - CA Peñarol - 1965 - FC Internazionale - 1964 - FC Internazionale - 1963 - Santos FC - 1962 - Santos FC - 1961 - CA Peñarol - 1960 - Real Madrid CF |